# Leopoldo Martínez Nucete
Leopoldo José Martínez Nucete (Caracas, 16 de octubre de 1964) es un abogado, escritor y político venezolano nacionalizado estadounidense. Se graduó de abogado en la Universidad Católica Andrés Bello. Recibió dos maestrías en Derecho de la Universidad de Harvard y la Universidad de Miami. Además, se especializó en Estudios Internacionales y Política Económica en la Universidad de Princeton. También integró el Comité Nacional Demócrata de los Estados Unidos. El presidente Joe Biden nominó a Martínez Nucete para ser confirmado por el Senado como Director Ejecutivo del Banco Interamericano de Desarrollo por los Estados Unidos de América. En mayo de 2024, el presidente Biden designó a Leopoldo Martínez como Consejero Senior del Departamento de Comercio de los Estados Unidos, con responsabilidades de liderazgo en la Agencia para el Desarrollo de Empresas Minoritarias.
Leopoldo Martínez es el columnista en medios como El Nacional (Venezuela), HuffingtonPost (EE. UU.), FoxNews (EE. UU.) y Univision (EE. UU.) de múltiples artículos sobre temas de actualidad, ensayos en el campo jurídico financiero y de los libros Democracia Económica (Princeton Academic Press, 1996) y 94 Paradojas para Pensar el Siglo XXI (Editorial Dahbar, 2019). También fue profesor de la Facultad de Derecho de la Universidad Católica Andrés Bello (UCAB, Caracas-Venezuela) y Visiting Scholar de la Escuela de Derecho de la Universidad de Harvard (1995).

## Participación política
Inició su carrera política con el partido Acción Democrática. En las elecciones parlamentarias de 2000, Leopoldo Martínez fue elegido diputado independiente apoyado por una alianza entre el gobernador Enrique Mendoza con varios movimientos electorales y el partido Primero Justicia, con el cual forjó una relación muy estrecha hasta su separación, a raíz de que fue llamado para que ocupase el cargo de Ministro de Finanzas en el gobierno de facto que se pretendió formar tras el golpe de Estado del 11 de abril de 2002, cargo este que Martínez nunca aceptó. A raíz de estos acontecimientos, Leopoldo Martínez continuó al frente de su curul como parlamentario independiente hasta 2005, encabezando el grupo de opinión Construyendo País.
Actualmente reside en los Estados Unidos, donde preside el Centro para la Democracia y el Desarrollo de las Américas y es editor de IQ Latino, y el Chair del Comité Nacional del Latino Victory Project, organización de la cual fue su primer Presidente de la Junta Directiva hasta el 2017. Bajo su liderazgo frente al Latino Victory Project, Martínez Nucete supervisó e asesoró el trabajo de esta organización en las campañas presidenciales de Hillary Clinton (2015) y Joe Biden (2020); y en más de 50 campañas electorales de candidatos al Congreso o el Senado de los Estados Unidos, así como de candidatos a Gobernador o legisladores en Estados como Virginia, Maryland, Pensilvania, Nueva York, Florida, California, Texas, Nuevo México, Nevada o Arizona. 
El peso político de Martínez fue ratificado con la decisión del presidente del Comité Nacional Demócrata (DNC) de los Estados Unidos, Tom Pérez al incluirlo en la dirección nacional de esa organización política en el año 2017. En el Partido Demócrata (Estados Unidos) se desempeñó como Coordinador (Chair) de Finanzas de la Conferencia Hispana (Hispanic Caucus) del DNC; y miembro del Comité Ejecutivo del Partido en el Estado de Virginia.
Fue nombrado por el gobernador Terry McAuliffe Comisionado para la pequeña empresa en el Estado de Virginia y fue miembro de la Comisión de Transición entre los gobiernos McAuliffe y Ralph Northam, quien lo designó miembro de la Junta Directiva de la Universidad de Mary Washington.